# Jívová (železniční zastávka)
Jívová je železniční zastávka a automatické hradlo (dříve hláska), které se nachází východně od obce Jívová a leží na katastru Domašov nad Bystřicí. Leží v km 25,203 železniční trati Olomouc – Opava východ mezi stanicemi Domašov nad Bystřicí a Hrubá Voda. Zastávka není cestujícími příliš využívána z důvodu její odlehlosti.

## Historie
Zastávka je v provozu od 1. října 1872, tedy od zprovoznění tratě v úseku Olomouc hlavní nádraží - Krnov. V roce 1971 byla v místě zastávky zřízena rovněž hláska, která rozdělila dlouhý a sklonově náročný úsek mezi Hrubou Vodou a Domašovem nad Bystřicí na dva prostorové oddíly. V místě byla vybudována i budova v horském stylu (připomínajícím tatranský hotel Patria) s dopravní kanceláří hláskaře a s prostory pro cestující. Ta nahradila původní hrázděnou boudu zastávky. V roce 2010 byla budova uzavřena pro veřejnost, cestujícím začal sloužit přístřešek. V závěru druhé dekády 21. století se začalo připravovat zrušení hlásky a její náhrada automatickým hradlem. Po aktivaci hradla koncem roku 2020 byla původní budova hlásky zcela opuštěna. Správa železnic plánovala budovu jako nepotřebnou zbourat, o její získání se pokoušela obec Jívová.

## Popis místa

### Hláska
Do roku 2020 fungovala Jívová jako hláska, jejíž poloha byla uváděna v km 25,165. Fungovala rovněž jako zastávka s nástupištěm o délce 120 m a nástupní hranou ve výšce 250 mm nad temenem kolejnice. Hláskař vedle řízení sledu vlaků ještě v prvním desetiletí 21. století rovněž odbavoval cestující a zavazadla. Hláskař pomocí ovládací desky umístěné v dopravní kanceláři ovládal světelná návěstidla Lo (v km 25,015) a So (v km 25,265). Jízdy vlaků v celém úseku rozděleném hláskou Jívová tedy byly zabezpečeny telefonickým dorozumíváním. U hlásky byl v km 25,253 železniční přejezd (lesní cesta), který byl opatřen mechanickými závorami. Ty byly trvale uzamčeny a otvírány byly hláskařem na požádání.

### Automatické hradlo
Zastávka ležící na jednokolejné trati je vybavena jednostranným vnějším nástupištěm o délce 120 m a s nástupní hranou ve výšce 250 mm nad temenem kolejnice. Světelná oddílová návěstidla automatického hradla AH-83 s počítači náprav jsou umístěna v km 25,019 (Lo) a v km 25,235 (So). Přejezd P7538 v km 25,253, který byl původně vybaven mechanickými závorami, je vybaven světelným přejezdovým zabezpečovacím zařízením bez závor.

## Další informace
Zastávka se nachází v přírodním parku Údolí Bystřice vedle trasy naučné stezky Údolím Bystřice.